# Cour Harlay

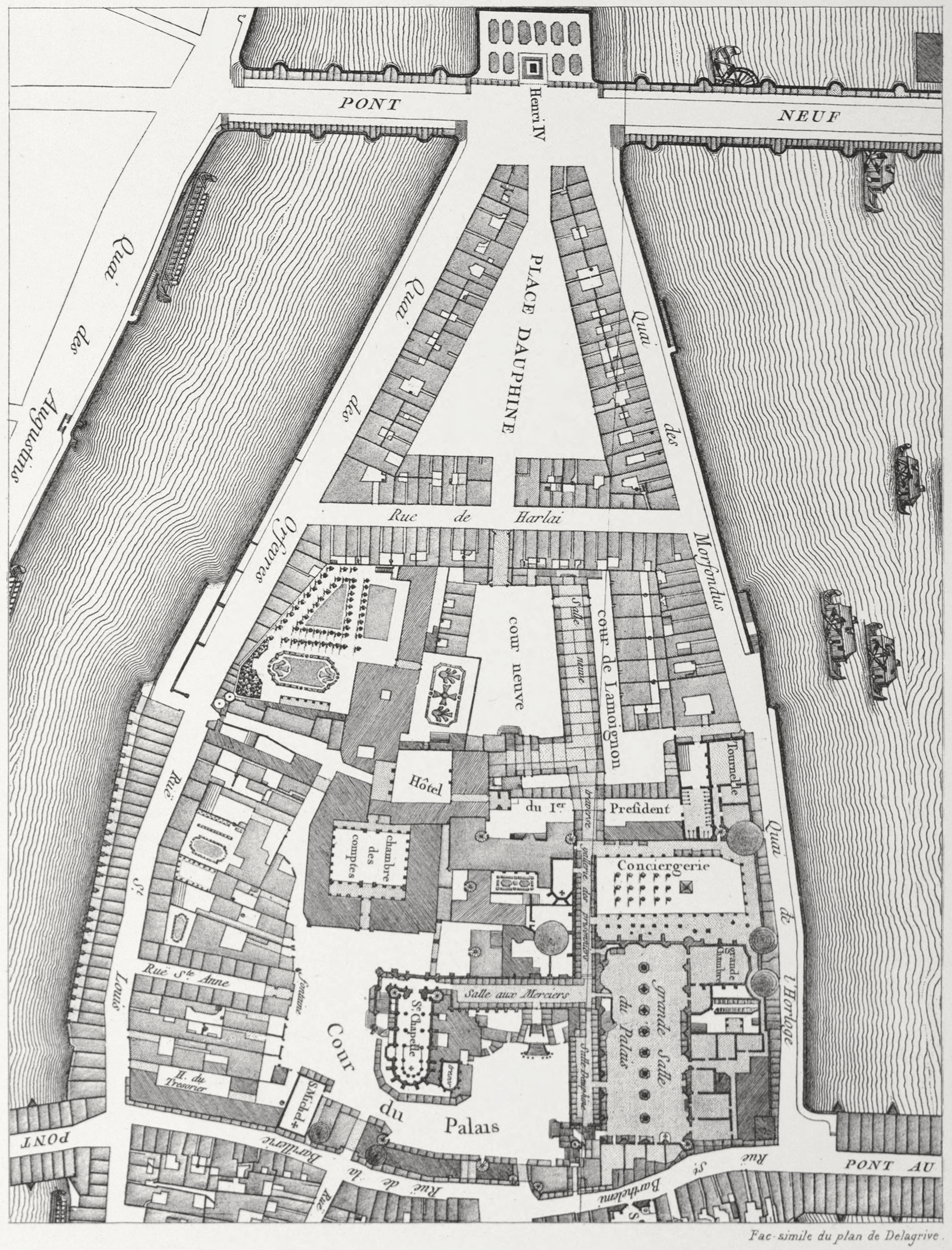
La cour en 1754.

La cour Harlay est une ancienne cour de Paris, aujourd'hui disparue. Elle était située, quartier de la Cité, sur l'île de la Cité et a disparu lors de la reconstruction du palais de justice de Paris.

## Situation
Cette cour était située entre la rue de Harlay et la cour Lamoignon.

## Histoire
En 1671, Guillaume de Lamoignon, premier président du Parlement de Paris, établit un projet d'agrandissement du palais de la Cité. Le jardin de l'hôtel du bailliage, dit aussi « jardin du roi », est cédé le 23 février 1671 afin d'y faire construire les nouveaux bâtiments. Le contrat prévoit d'établir une nouvelle place entourée de boutiques pour les marchands et accessible depuis la rue de Harlay par une grande arcade vis-à-vis de la place Dauphine. Le procès-verbal de réception des travaux est établi en 1682. D'abord appelée « Cour neuve » (comme sur le plan de Turgot), la place est ensuite[Quand ?] nommée cour Harlay. L'accès à la rue de Harlay est situé dans un passage sous arcades. Elle était reliée à la cour Lamoignon par deux passages couverts.
La cour n'était pas reconnue comme publique par l'administration.
Les locaux de la préfecture de police de Paris étaient situés dans la cour Harlay,.
Un premier projet d'agrandissement du palais de justice de Paris, déclaré d'utilité publique par une ordonnance du 26 mai 1840, menace l'existence de la cour. En 1854, les immeubles sont expropriés et la cour disparait quelques années plus tard lors de la reconstruction du palais de justice.